# Cantone di Sarchí
Il cantone di Sarchí è un cantone della Costa Rica facente parte della provincia di Alajuela.

## Geografia antropica

### Suddivisioni amministrative
Il cantone  è suddiviso in 5 distretti:
- Rodríguez
- San Pedro
- Sarchí Norte
- Sarchí Sur
- Toro Amarillo